# Янош Печ
Янош Печ (венг. Péc nembeli János; умер между 1321 и 1327 годами) — венгерский дворянин на рубеже XIII—XIV веков, который служил в качестве ишпана комитата Веспрем в 1295 году.

## Биография
Янош происходил из залской линии венгерского дворянского рода (клана) Печ, который имел крупные владения в нескольких графствах Трансданубии, а также в других частях Венгерского королевства. Его отцом был Дениш Печ, влиятельный барон и опытный военачальник во второй половине XIII века. У Яноша была сестра, которая вышла замуж за Иштвана Хахота.
Янош Печ впервые появляется в исторических актах в 1292 году. Он был доверенным лицом матери короля Андраша III, королевы-матери Томасины Морозини, которая управляла южными частями королевства в качестве герцогини Славонии. Янош служил своей госпоже главным виночерпием при её дворе. Одновременно Янош также упоминается как ишпан графства Веспрем. К тому времени, унаследовав Марочу (современный Моравче, Хорватия), Янош владел замком Зелна (сегодня руины в Свети-Иван-Зелина, Хорватия), который был построен его отцом в предыдущие десятилетия. Его кастеляном был некий Павел («Чуркан») в том же году . Янош Печ в последний раз упоминается источниками в 1321 году. Он умер бездетным . Его двоюродный брат и ближайший родственник, Миклош Лудбреги, унаследовал от него замок Зелна (Zelina), согласно документу, изданному в 1327 году, который предполагает, что Янош Печ к тому времени умер.